# Stefan Ulm
Stefan Ulm (Berlín Oriental, 21 de diciembre de 1975) es un deportista alemán que compitió en piragüismo en la modalidad de aguas tranquilas.
Participó en dos Juegos Olímpicos, Sídney 2000 y Atenas 2004, obteniendo en cada edición una medalla de plata, ambas en la prueba de K4 1000 m. Ganó 8 medallas en el Campeonato Mundial de Piragüismo entre los años 1997 y 2003, y 3 medallas en el Campeonato Europeo de Piragüismo entre los años 2000 y 2001.

## Palmarés internacional
| Juegos Olímpicos   | Juegos Olímpicos             | Juegos Olímpicos  | Juegos Olímpicos |
| Año                | Lugar                        | Medalla           | Competición      |
| ------------------ | ---------------------------- | ----------------- | ---------------- |
| 2000               | Sídney (Australia)           | Medalla de plata  | K4 1000 m        |
| 2004               | Atenas (Grecia)              | Medalla de plata  | K4 1000 m        |
| Campeonato Mundial |                              |                   |                  |
| Año                | Lugar                        | Medalla           | Competición      |
| 1997               | Dartmouth (Canadá)           | Medalla de oro    | K4 1000 m        |
| 1998               | Szeged (Hungría)             | Medalla de oro    | K4 500 m         |
| 1998               | Szeged (Hungría)             | Medalla de oro    | K4 1000 m        |
| 1999               | Milán (Italia)               | Medalla de oro    | K4 500 m         |
| 1999               | Milán (Italia)               | Medalla de plata  | K4 1000 m        |
| 2001               | Poznań (Polonia)             | Medalla de oro    | K4 1000 m        |
| 2002               | Sevilla (España)             | Medalla de plata  | K4 1000 m        |
| 2003               | Gainesville (Estados Unidos) | Medalla de bronce | K4 1000 m        |
| Campeonato Europeo |                              |                   |                  |
| Año                | Lugar                        | Medalla           | Competición      |
| 2000               | Poznań (Polonia)             | Medalla de oro    | K4 500 m         |
| 2000               | Poznań (Polonia)             | Medalla de oro    | K4 1000 m        |
| 2001               | Milán (Italia)               | Medalla de plata  | K4 1000 m        |